# Amorphochelus andringitrensis
Amorphochelus andringitrensis är en skalbaggsart som beskrevs av Marc Lacroix 1997. Amorphochelus andringitrensis ingår i släktet Amorphochelus och familjen Melolonthidae. Inga underarter finns listade i Catalogue of Life.